# Kostel svatého Remigia (Čakovice)
Kostel sv. Remigia je novorománský kostel v Praze-Čakovicích stojící na Náměstí 25. března.

## Historie
Na místě současného kostela stál od roku 1352  románský kostel, poté asi od roku 1735 kostel barokní. O jeho přestavbě rozhodl v 70. letech 19. století majitel čakovického zámku Filip Schoeller, syn barona Alexandra Schoellera, jenž v Čakovicích založil cukrovar. V kostele je uložena relikvie svatého Remigia, kterou získal z Francie Karel IV. Z kláštera Na Slovanech ji poté získali nejspíše po roce 1409 benediktini, kteří ji přenesli do čakovického kostela. Jedná se o jediný kostel v Česku zasvěcený sv. Remigiovi.

## Popis

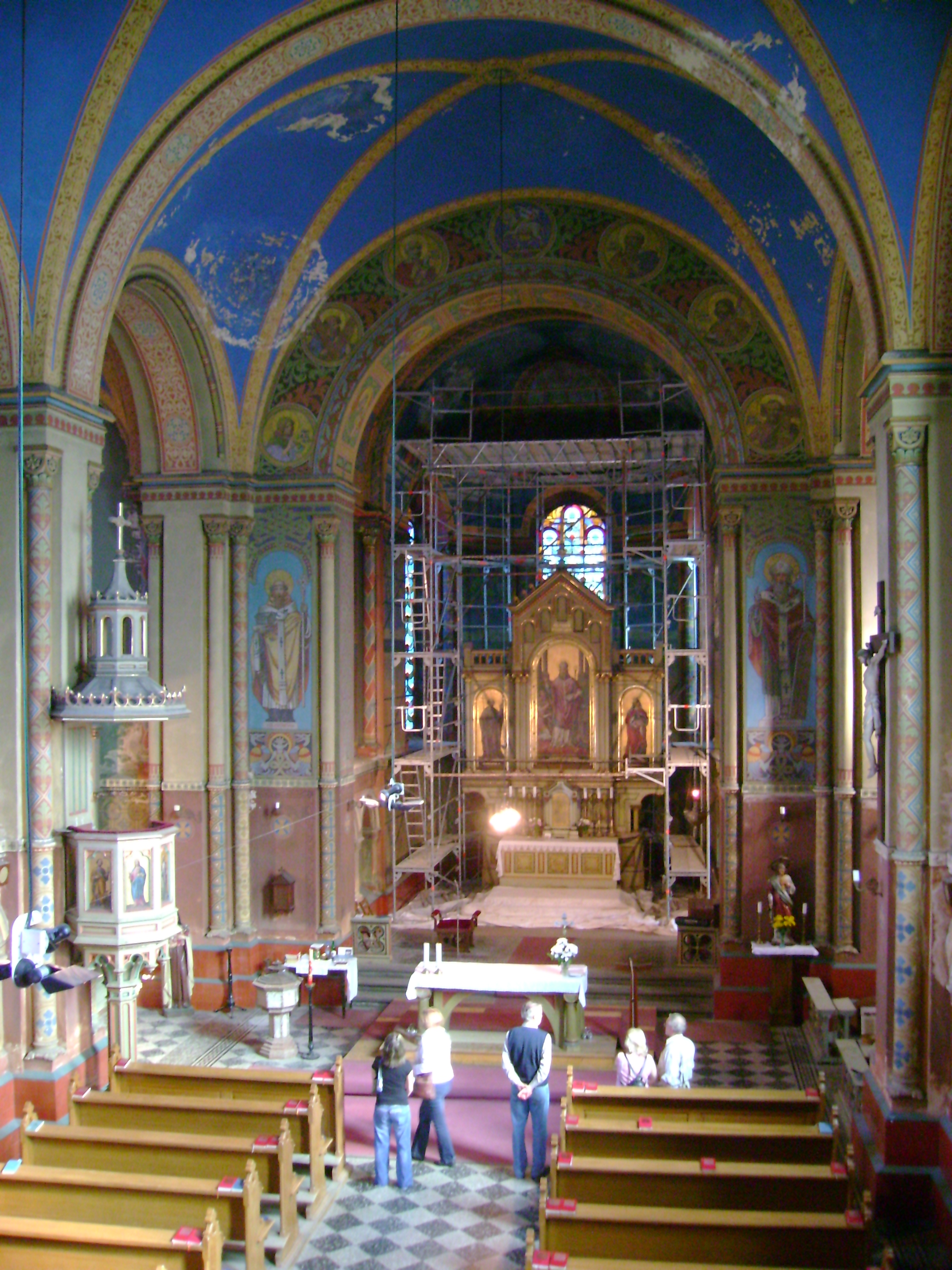
interiér kostela sv. Remigia

Současná stavba je jednolodní kostel s půdorysem ve tvaru latinského kříže, jenž byl dokončen roku 1875. Na oltářních obrazech jsou vyobrazeni uprostřed svatý Remigius, po stranách svatí Filip a Alžběta (podle Filipa Schoellera a jeho manželky Alžběty). V letech 1904 až 1905 byla ke kostelu přistavěna dle plánů Kamila Hilberta křestní kaple.